# Tàngara d'O'Neill
La tàngara d'O'Neill (Nephelornis oneilli) és un ocell de la família dels tràupids (Thraupidae) i única espècie del gènere Nephelornis Lowery et Tallman, 1976.

## Hàbitat i distribució
Habita la selva pluvial als Andes, al centre del Perú.